# 国际主义社会主义团体
国际主义社会主义团体（法語：Groupe socialiste internationaliste）是法国的一个已不存在的托洛茨基主义政党。该党出版刊物《国际主义者》。该党曾是国际工人联盟—第四国际的成员，直到2011年9月该党被国际工人联盟—第四国际开除。该党后来加入国际工人团结—第四国际，成为其支部。